# Andreas Goldbeck
Andreas Goldbeck, auch Anders Goldbeck, Andres Goltbeck oder Andreas Goltheck (* 15. oder 16. Jahrhundert; † im 16. Jahrhundert) war ein früher Buchdrucker, der um 1539 in Braunschweig nachweisbar ist.

## Leben und Werk
Über Goldbecks Herkunft, Tätigkeit vor und Verbleib nach 1539 ist nichts bekannt. Er war wohl ein Zeitgenosse des ebenfalls im frühen 16. Jahrhundert in Braunschweig ansässigen Buchdruckers Hans Dorn, der dort von 1505 bis 1530 tätig war. Wie andere Buchdrucker seiner Zeit, hat auch Goldbeck religiöse Schriften gedruckt, deren Autoren der Reformation zugewandt waren (Einführung der Reformation in Braunschweig 1528 durch Johannes Bugenhagen). Lediglich zwei Drucke Goldbecks scheinen erhalten zu sein: So von 1539 die in Minden gehaltene Predigt Wie man die falschen Propheten erkennen, ja greiffen mag, Ein predig, zu Mynden jnn Westphalen gethan, durch Urbanum Rhegium des im nahen Celle wirkenden protestantischen Geistlichen Urbanus Rhegius. Gedruckt zu Brun[n]swick durch Anders Goldbeck. Es handelt sich dabei um einen Druck in hochdeutscher Sprache. Der Holzschnitt auf dem Titelblatt stellt in polemischer Form die „falschen Propheten“ dar, nämlich zwei Wölfe, die als Canonicus und als Mönch gekleidet sind und über ein Schaf herfallen. Zuvor hatte Goldbeck bereits das in Niederdeutsch verfasste, seinerzeit beliebte Erbauungswerk Etlike Trostspröke vor de förchtsamen vnd swacken gewetten tho hope gebracht dorch D. Johan Briefsman, Gedruckt tho Brunswick dorch Andres Goltbeck. M.D.XXXIX des in Königsberg wirkenden evangelischen Theologen und Reformators Johann Briesmann gedruckt.
Einen unmittelbaren Nachfolger scheint Goldbeck in Braunschweig nicht gehabt zu haben. Daniel Büring (auch Byring), der nächste in der Stadt tätige Buchdrucker, Maler und Formschneider ist erst ab 1584 nachweisbar.